# Livslögn
Livslögn kallas en föreställning som en person har om den inte stämmer med verkligheten men ändå djupt påverkar hur personen lever sitt liv. 
Ordet har norskt ursprung, där det år 1884 användes av författaren Henrik Ibsen i dramat Vildanden. Året därpå förekom det på svenska i tidningen Aftonbladet, med betydelsen "lögn på vilken någon bygger (och framlever) sitt liv".